# Ba (gudinna)
Ba var en torrtidens gudinna i den kinesiska mytologin, dotter till Huang-Di.
Ba kallades ned till jorden av Huang Di för att bistå honom i hans krig mot rivalen Chiyu. Ba svarade mot Chiyus regn- och dimvapen genom att utsätta landet för utdragen torka. Till slut hotades hela jorden av torka och Huang Di blev tvungen att driva henne i landsflykt. Hotet från torkan kvarstår dock.